# 田中和夫 (昆虫学者)
田中 和夫（たなか かずお、1928年12月6日 - 2024年3月5日）は、日本の昆虫学者。日本及び世界のカ科昆虫の研究を進めたことで知られる。。

## 略歴
1928年12月6日、東京都に生まれた。銀行員の父親の転勤に伴って小学校や中学校を何度か転校。小中学生の頃は野球と昆虫採集に関心を持って取り組んでいた。第二次世界大戦末期に、疎開先の新潟県の中学校に通っていたが、生来の喘息に悩まされ、1945年に中学校を中退。
終戦後、千葉県に移住。その後何度か転居するが、海外勤務中のほかはほとんど関東地方に居住してした。マイマイカブリをはじめとするオサムシ科昆虫の採集を、関東地方や疎開先の新潟県を中心に行っており、新種記載を含む複数の論文発表を行う。生涯に記載した新種は約60種を数える。
1962年、東京農業大学から博士号（PhD）を授与される。研究内容はマイマイカブリの生態や種間交雑についてであった。オサムシ科の標本コレクションは16,379点を数え、農業・食品産業技術総合研究機構（農研機構、NARO）に寄贈された。
1965年から1978年にかけて、神奈川県で米軍の昆虫学者として勤務。このころ日本と韓国のカ科について調査を進め、1979年に総説論文を出版した。
1979年から1981年に、国際協力機構（JICA）の北スマトラ州でのプロジェクトに、マラリアの専門家として参加。
1981年より、害虫駆除会社である株式会社帝装化成で勤務。在職中の1987年～1989年には、国際協力機構のタイ王国でのプロジェクトに、衛生害虫の専門家として参加した。1985年、カ科の分類学的研究により日本衛生動物学会賞を受賞。
1996年、日本家屋害虫学会（現：都市有害生物管理学会）の学会賞を受賞。帝装化成在職中に、カ科をはじめとする様々な害虫についての科学論文や入門者向けのテキスト等を約30篇出版して、家屋害虫の知識の普及に努めたことが受賞の要因となった。
1997年に帝装化成を退職後、再びカ科の研究を中心に進めた。2004年、アメリカ蚊類防除協会（AMCA）のベルキン賞を受賞。アジア人で初めての受賞となった。2014年に出版された『日本昆虫目録』第8巻（双翅目）では、カ科の章を執筆した。
2016年ごろから癌を患い、闘病生活を送っていた。2024年3月5日、神奈川県で死去。享年95歳。